# Katedra Matki Bożej Łaskawej w Setúbalu
Katedra Matki Bożej Łaskawej w Setúbalu (port. Igreja de Santa Maria da Graça) - główna świątynia diecezji Setúbal w Portugalii. Mieści się przy ulicy Rua de Santa Maria.
Katedra Matki Bożej Łaskawej jest usytuowana w sercu średniowiecznej części miasta Setúbal. Wokół tego miejsca rozwinęła się najważniejsza wówczas dzielnica miasta, a jednocześnie religijne,  polityczne i administracyjne centrum.
Katedra została ufundowana w XIII wieku. Istniejący budynek jest późnorenesansowo-manierystyczną rekonstrukcją z XVI wieku projektu architekta Antónia Rodriguesa z imponującą fasadą. We wnętrzu znajdują się filary, freski, rzeźby i płytki azulejo z XVII i XVIII wieku.
W bocznej ulicy znajduje się gotycki portyk starego przytułku - Hospital de João Palmeiro.